# Локвица (Мирен-Костањевица)
Локвица (словен. Lokvica, итал. Loquizza) је насељено место у општини Мирен-Костањевица, Горишка регија, Словенија.

## Историја
До територијалне реорганизације у Словенији била је у саставу старе општине Нова Горица.

## Становништво
У попису становништва из 2011. године, Локвица је имала 75 становника.
| Број становника према пописима | Број становника према пописима | Број становника према пописима |
| ------------------------------ | ------------------------------ | ------------------------------ |
| 1991                           | 2002                           | 2011                           |
| 90                             | 82                             | 75                             |